# ماورو مولينا
ماورو مولينا (بالإسبانية: Mauro Molina)‏ (29 يوليو 1999 في الأرجنتين - ) هو لاعب كرة قدم أرجنتيني في مركز الهجوم. لعب مع إنديبندينتي.

## وصلات خارجية
- ماورو مولينا على موقع قاعدة بيانات كرة القدم.إي يو (الإنجليزية)
- ماورو مولينا على موقع Soccerway.com (الإنجليزية)